# Liste der Monuments historiques in Chilly (Ardennes)
Die Liste der Monuments historiques in Chilly führt die Monuments historiques in der französischen Gemeinde Chilly auf.

## Liste der Immobilien
| Bezeichnung          | Beschreibung                                                                       | Standort                                    | Kennzeichnung | Schutzstatus | Datum | Bild           |
| -------------------- | ---------------------------------------------------------------------------------- | ------------------------------------------- | ------------- | ------------ | ----- | -------------- |
| Bornes de Saint-Rémi | mittelalterlicher Grenzstein; ein weiterer auf dem Gebiet von Tremblois-lès-Rocroi | nordwestlich des Ortes an der D 8043 (Lage) | PA00078427    | Classé       | 1931  | weitere Bilder |

## Liste der Objekte
| Bezeichnung                 | Beschreibung                                   | Standort                        | Kennzeichnung | Schutzstatus | Datum | Bild |
| --------------------------- | ---------------------------------------------- | ------------------------------- | ------------- | ------------ | ----- | ---- |
| Skulptur Madonna mit Kind   | Holz, 17. oder 18. Jahrhundert                 | in der Kirche St-Nicaise (Lage) | PM08000149    | Classé       | 1965  |      |
| Skulptur Heiliger Gorgonius | Holz, farbig gefasst, 18. oder 19. Jahrhundert | in der Kirche St-Nicaise (Lage) | PM08000150    | Classé       | 1965  |      |
| Taufbecken                  | Stein, 12. Jahrhundert                         | in der Kirche St-Nicaise (Lage) | PM08000151    | Classé       | 1965  |      |